# Michael Culme-Seymour, IV Baronetto
Sir Michael Culme-Seymour, IV Baronetto (29 agosto 1867 – 2 aprile 1925) è stato un ammiraglio inglese.

## Biografia
Era il figlio di Sir Michael Culme-Seymour, III Baronetto, e di sua moglie, Mary Georgiana Watson.

## Carriera
Come il padre, Michael intraprese la carriera militare nella Royal Navy e raggiunse il grado di capitano allo scoppio della prima guerra mondiale. Comandò la corazzata HMS Centurion e combatté nella battaglia dello Jutland nel 1916.
Alla fine della guerra divenne il Comandante in Capo della East Mediterranean Squadron, venendo promosso a vice-ammiraglio nel 1920.
Alla morte del padre gli succedette come Baronetto. In seguito divenne comandante in capo del North America and West Indies Station (1923-1924), dopo di che divenne Second Sea Lord.

## Matrimonio
Sposò, il 9 aprile 1896, Florence Nugent (1870-17 gennaio 1956), figlia di Albert Nugent, III barone Nugent e Elizabeth Baltazzi. Ebbero due figli:
- Elizabeth (27 ottobre 1904-23 ottobre 1963), sposò Leslie Swain Saunders, ebbero quattro figli;
- Michael Culme-Seymour, V Baronetto (26 aprile 1909-13 ottobre 1999).

## Morte
Morì il 2 aprile 1925.

## Ascendenza
|                                            |                                       |                                  | Genitori                               |  |  | Nonni |  |  | Bisnonni                         |  |  | Trisnonni         |  |
|                                            |                                       |                                  |                                        |  |  |       |  |  | sir Michael Seymour, I baronetto |  |  | rev. John Seymour |  |
|                                            |                                       |                                  |                                        |  |  |       |  |  | sir Michael Seymour, I baronetto |  |  | rev. John Seymour |  |
|                                            |                                       | Grizel Hobart                    |                                        |  |  |       |  |  | sir Michael Seymour, I baronetto |  |  |                   |  |
| rev. sir John Hobart Seymour, II baronetto |                                       |                                  |                                        |  |  |       |  |  | sir Michael Seymour, I baronetto |  |  |                   |  |
|                                            |                                       | Jane Hawker                      | James Hawker                           |  |  |       |  |  |                                  |  |  |                   |  |
|                                            |                                       | Jane Hawker                      | James Hawker                           |  |  |       |  |  |                                  |  |  |                   |  |
|                                            |                                       | Jane Hawker                      | Dorothea Nicholls                      |  |  |       |  |  |                                  |  |  |                   |  |
| sir Michael Culme-Seymour, III baronetto   |                                       | Jane Hawker                      |                                        |  |  |       |  |  |                                  |  |  |                   |  |
|                                            |                                       | rev. Thomas Culme                | John Culme                             |  |  |       |  |  |                                  |  |  |                   |  |
|                                            |                                       | rev. Thomas Culme                | John Culme                             |  |  |       |  |  |                                  |  |  |                   |  |
|                                            |                                       | rev. Thomas Culme                | Grace Goddard                          |  |  |       |  |  |                                  |  |  |                   |  |
| Elizabeth Culme                            |                                       | rev. Thomas Culme                |                                        |  |  |       |  |  |                                  |  |  |                   |  |
|                                            |                                       | Elizabeth White                  | Samuel White                           |  |  |       |  |  |                                  |  |  |                   |  |
|                                            |                                       | Elizabeth White                  | Samuel White                           |  |  |       |  |  |                                  |  |  |                   |  |
|                                            |                                       | Elizabeth White                  | Susanna Veale                          |  |  |       |  |  |                                  |  |  |                   |  |
| sir Michael Culme-Seymour, IV baronetto    |                                       | Elizabeth White                  |                                        |  |  |       |  |  |                                  |  |  |                   |  |
|                                            | Lewis Thomas Watson, II barone Sondes | Lewis Monson, I barone Sondes    |                                        |  |  |       |  |  |                                  |  |  |                   |  |
|                                            | Lewis Thomas Watson, II barone Sondes | Lewis Monson, I barone Sondes    |                                        |  |  |       |  |  |                                  |  |  |                   |  |
|                                            | Lewis Thomas Watson, II barone Sondes | Grace Pelham                     |                                        |  |  |       |  |  |                                  |  |  |                   |  |
| hon. Richard Watson                        | Lewis Thomas Watson, II barone Sondes |                                  |                                        |  |  |       |  |  |                                  |  |  |                   |  |
|                                            |                                       | Mary Elizabeth Miles             | Richard Milles                         |  |  |       |  |  |                                  |  |  |                   |  |
|                                            |                                       | Mary Elizabeth Miles             | Richard Milles                         |  |  |       |  |  |                                  |  |  |                   |  |
|                                            |                                       | Mary Elizabeth Miles             | Mary Elizabeth Tanner                  |  |  |       |  |  |                                  |  |  |                   |  |
| Mary Georgiana Watson                      |                                       | Mary Elizabeth Miles             |                                        |  |  |       |  |  |                                  |  |  |                   |  |
|                                            |                                       | lord George Quin                 | Thomas Taylour, I marchese di Headfort |  |  |       |  |  |                                  |  |  |                   |  |
|                                            |                                       | lord George Quin                 | Thomas Taylour, I marchese di Headfort |  |  |       |  |  |                                  |  |  |                   |  |
|                                            |                                       | lord George Quin                 | Mary Quin                              |  |  |       |  |  |                                  |  |  |                   |  |
| Lavinia Jane Quin                          |                                       | lord George Quin                 |                                        |  |  |       |  |  |                                  |  |  |                   |  |
|                                            |                                       | lady Georgiana Charlotte Spencer | George Spencer, II conte Spencer       |  |  |       |  |  |                                  |  |  |                   |  |
|                                            |                                       | lady Georgiana Charlotte Spencer | George Spencer, II conte Spencer       |  |  |       |  |  |                                  |  |  |                   |  |
|                                            |                                       | lady Georgiana Charlotte Spencer | lady Lavinia Bingham                   |  |  |       |  |  |                                  |  |  |                   |  |
|                                            |                                       | lady Georgiana Charlotte Spencer |                                        |  |  |       |  |  |                                  |  |  |                   |  |